# Монтгомері Тауншип (Нью-Джерсі)
Монтгомері Тауншип (англ. Montgomery Township) — селище (англ. township) в США, в окрузі Сомерсет штату Нью-Джерсі. Населення — 23 690 осіб (2020).

## Демографія
Згідно з переписом 2010 року, у селищі мешкали 22 254 особи в 7635 домогосподарствах у складі 6074 родин. Було 7902 помешкання
Расовий склад населення:
| - 67,7 % — білих - 25,6 % — азіатів - 2,8 % — чорних або афроамериканців - 0,1 % — корінних американців - 1,3 % — осіб інших рас |

До двох чи більше рас належало 2,4 %. Частка іспаномовних становила 4,6 % від усіх жителів.
За віковим діапазоном населення розподілялося таким чином: 30,8 % — особи молодші 18 років, 59,3 % — особи у віці 18—64 років, 9,9 % — особи у віці 65 років та старші. Медіана віку мешканця становила 40,8 року. На 100 осіб жіночої статі у селищі припадало 94,2 чоловіків;  на 100 жінок у віці від 18 років та старших — 89,1 чоловіків також старших 18 років.
Середній дохід на одне домашнє господарство  становив 187 429 доларів США (медіана — 155 334), а середній дохід на одну сім'ю — 205 862 долари (медіана — 173 992). Медіана доходів становила 123 143 долари для чоловіків та 85 351 долар для жінок. За межею бідності перебувало 3,8 % осіб, у тому числі 4,7 % дітей у віці до 18 років та 8,3 % осіб у віці 65 років та старших.
Цивільне працевлаштоване населення становило 10 908 осіб. Основні галузі зайнятості: освіта, охорона здоров'я та соціальна допомога — 25,3 %, науковці, спеціалісти, менеджери — 21,6 %, фінанси, страхування та нерухомість — 14,5 %, виробництво — 12,8 %.